# Diocesi di Cajazeiras
La diocesi di Cajazeiras (in latino Dioecesis Caiazeirasensis) è una sede della Chiesa cattolica in Brasile suffraganea dell'arcidiocesi della Paraíba. Nel 2023 contava 528.000 battezzati su 564.000 abitanti. È retta dal vescovo Francisco de Assis Gabriel dos Santos, C.SS.R.

## Territorio
La diocesi comprende 54 comuni dello stato brasiliano della Paraíba.
Sede vescovile è la città di Cajazeiras, dove si trova la cattedrale di Nostra Signora della Pietà.
Il territorio si estende su 14.575 km² ed è suddiviso in 64 parrocchie, raggruppate in 6 zone pastorali: Cajazeiras, Catolé do Rocha, Itaporanga, Pombal, São João do Rio de Peixe e Sousa.

## Storia
La diocesi è stata eretta il 6 febbraio 1914 con la bolla Maius catholicae religionis incrementum di papa Pio X, ricavandone il territorio dalla diocesi della Paraíba, che contestualmente fu elevata al rango di arcidiocesi metropolitana.
Il 17 gennaio 1959 ha ceduto una porzione del suo territorio a vantaggio dell'erezione della diocesi di Patos.

## Cronotassi dei vescovi
Si omettono i periodi di sede vacante non superiori ai 2 anni o non storicamente accertati.
- Moisés Ferreira Coelho † (16 novembre 1914 - 12 febbraio 1932 nominato arcivescovo coadiutore della Paraíba[2])
  - Sede vacante (1932-1934)
- José da Matha de Andrade y Amaral † (24 marzo 1934 - 12 maggio 1941 nominato vescovo di Amazonas)
  - Sede vacante (1941-1944)
- Henrique Gelain † (29 luglio 1944 - 22 maggio 1948 nominato vescovo di Cafelândia)
- Luis do Amaral Mousinho † (30 agosto 1948 - 18 marzo 1952 nominato vescovo di Ribeirão Preto)
- Zacarias Rolim de Moura † (27 aprile 1953 - 12 luglio 1990 ritirato)
- Matias Patrício de Macêdo (12 luglio 1990 - 12 luglio 2000 nominato vescovo coadiutore di Campina Grande)
- José Gonzalez Alonso (20 giugno 2001 - 16 settembre 2015 ritirato)
- Francisco de Sales Alencar Batista, O. Carm. (8 giugno 2016 - 18 novembre 2023 nominato vescovo di Mossoró)
- Francisco de Assis Gabriel dos Santos, C.SS.R., dal 9 aprile 2025

## Statistiche
La diocesi nel 2023 su una popolazione di 564.000 persone contava 528.000 battezzati, corrispondenti al 93,6% del totale.
| anno | popolazione | popolazione | popolazione | presbiteri | presbiteri | presbiteri | presbiteri                | diaconi | religiosi | religiosi | parrocchie |
| anno | battezzati  | totale      | %           | numero     | secolari   | regolari   | battezzati per presbitero | diaconi | uomini    | donne     | parrocchie |
| ---- | ----------- | ----------- | ----------- | ---------- | ---------- | ---------- | ------------------------- | ------- | --------- | --------- | ---------- |
| 1949 | 296.820     | 300.000     | 98,9        | 36         | 27         | 9          | 8.245                     |         | 9         | 47        | 17         |
| 1957 | 495.000     | 500.000     | 99,0        | 43         | 31         | 12         | 11.511                    |         | 15        | 58        | 21         |
| 1966 | 498.000     | 500.000     | 99,6        | 38         | 34         | 4          | 13.105                    |         |           | 90        | 32         |
| 1970 | 425.000     | ?           | ?           | 29         | 25         | 4          | 14.655                    |         | 5         | 38        | 35         |
| 1976 | 522.362     | 527.262     | 99,1        | 20         | 17         | 3          | 26.118                    |         | 3         | 60        | 34         |
| 1980 | 537.000     | 546.874     | 98,2        | 24         | 20         | 4          | 22.375                    |         | 4         | 55        | 35         |
| 1990 | 599.000     | 602.000     | 99,5        | 23         | 16         | 7          | 26.043                    |         | 7         | 37        | 38         |
| 1999 | 550.000     | 567.000     | 97,0        | 40         | 36         | 4          | 13.750                    |         | 4         | 54        | 38         |
| 2000 | 556.000     | 574.000     | 96,9        | 37         | 34         | 3          | 15.027                    |         | 3         | 54        | 38         |
| 2001 | 630.000     | 650.000     | 96,9        | 39         | 37         | 2          | 16.153                    |         | 2         | 51        | 38         |
| 2002 | 620.203     | 650.000     | 95,4        | 41         | 40         | 1          | 15.126                    |         | 8         | 45        | 38         |
| 2003 | 507.278     | 563.642     | 90,0        | 48         | 46         | 2          | 10.568                    |         | 17        | 45        | 38         |
| 2004 | 507.278     | 533.909     | 95,0        | 50         | 48         | 2          | 10.145                    |         | 10        | 45        | 40         |
| 2006 | 519.000     | 547.000     | 94,9        | 53         | 50         | 3          | 9.792                     |         | 12        | 45        | 45         |
| 2016 | 542.434     | 582.792     | 93,1        | 72         | 64         | 8          | 7.533                     |         | 20        | 56        | 61         |
| 2019 | 553.780     | 592.150     | 93,5        | 73         | 67         | 6          | 7.586                     |         | 10        | 28        | 63         |
| 2021 | 545.390     | 583.203     | 93,5        | 79         | 69         | 10         | 6.903                     |         | 26        | 59        | 63         |
| 2023 | 528.000     | 564.000     | 93,6        | 77         | 62         | 15         | 6.857                     |         | 34        | 134       | 64         |